# 克内瑟
克内塞是德国梅克伦堡-前波莫瑞州的一个市镇。总面积15.89平方公里，总人口308人，其中男性169人，女性139人（2011年12月31日），人口密度19人/平方公里。